# Fernando Orjuela
Fernando Orjuela Gutíerrez (Restrepo, 4 november 1991) is een Colombiaans wielrenner die anno 2018 rijdt voor Manzana Postobón Team.

## Carrière
In 2012 nam Orjuela deel aan de Ronde van de Toekomst, waarin hij op plek 31 eindigide. Een jaar later werd hij achter Silvio Herklotz tweede in zowel het eind- als het jongerenklassement van de Ronde van de Elzas. In april 2014 zette Orjuela op het nationale kampioenschap tijdrijden de negende tijd neer, één minuut en achttien seconden langzamer dan winnaar Pedro Herrera. Aan het eind van dat jaar nam hij deel aan de Ronde van Costa Rica, waarin hij in vier etappes bij de beste tien renners wist te finishen en zesde werd in het eindklassement.
In 2017 werd hij prof bij Manzana Postobón Team. In de Ronde van Langkawi, die eind februari werd verreden, eindigde hij op de tiende plaats in het algemeen klassement. Later dat jaar nam hij onder meer deel aan de Ronde van Noorwegen en de Ronde van Spanje.

## Resultaten in voornaamste wedstrijden
| Jaar | Ronde van Italië | Ronde van Frankrijk | Ronde van Spanje |
| ---- | ---------------- | ------------------- | ---------------- |
| 2017 |                  |                     | 135e             |

## Ploegen
- 2013 –  472-Colombia
- 2014 –  4-72-Colombia
- 2017 –  Manzana Postobón Team
- 2018 –  Manzana Postobón Team

Aguirre · Amador · Bohórquez · Bol · García · Higuita · Molano · Orjuela · Osorio · Paredes · Piedra · Reyes · Sierra · Suaza · Vilela · Villegas · Chía (stagiair) · Rivera (stagiair) · Ruiz (stagiair)
Aguirre · Amador · Bohórquez · Bol · Duarte · García · Higuita · Molano · Orjuela · Osorio · Paredes · Parra · Reyes · Sierra · Suaza · Vilela · Villegas